# Puya lineata
Puya lineata är en gräsväxtart som beskrevs av Carl Christian Mez. Puya lineata ingår i släktet Puya och familjen Bromeliaceae.
Artens utbredningsområde är Colombia. Inga underarter finns listade i Catalogue of Life.

## Bildgalleri

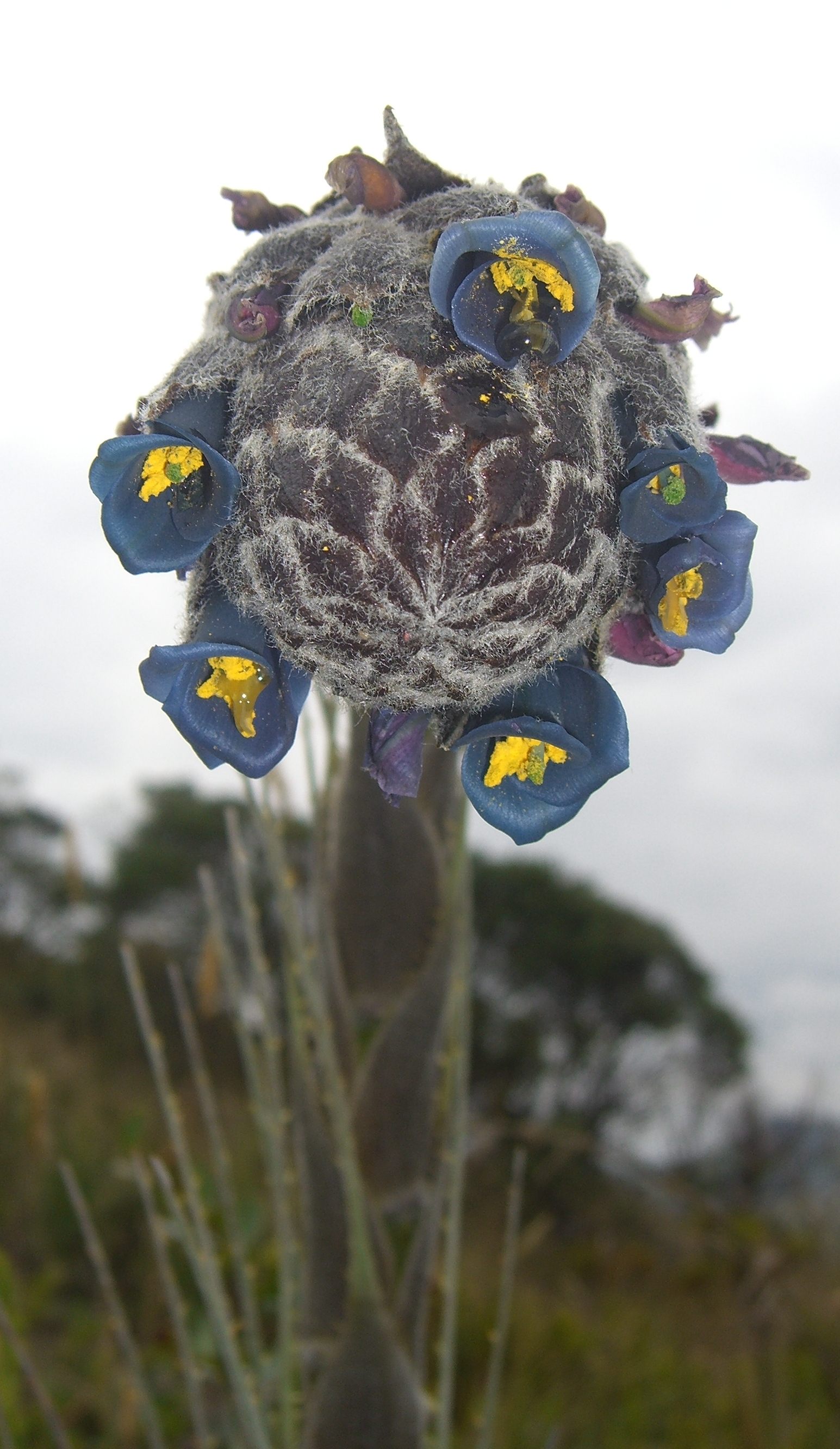
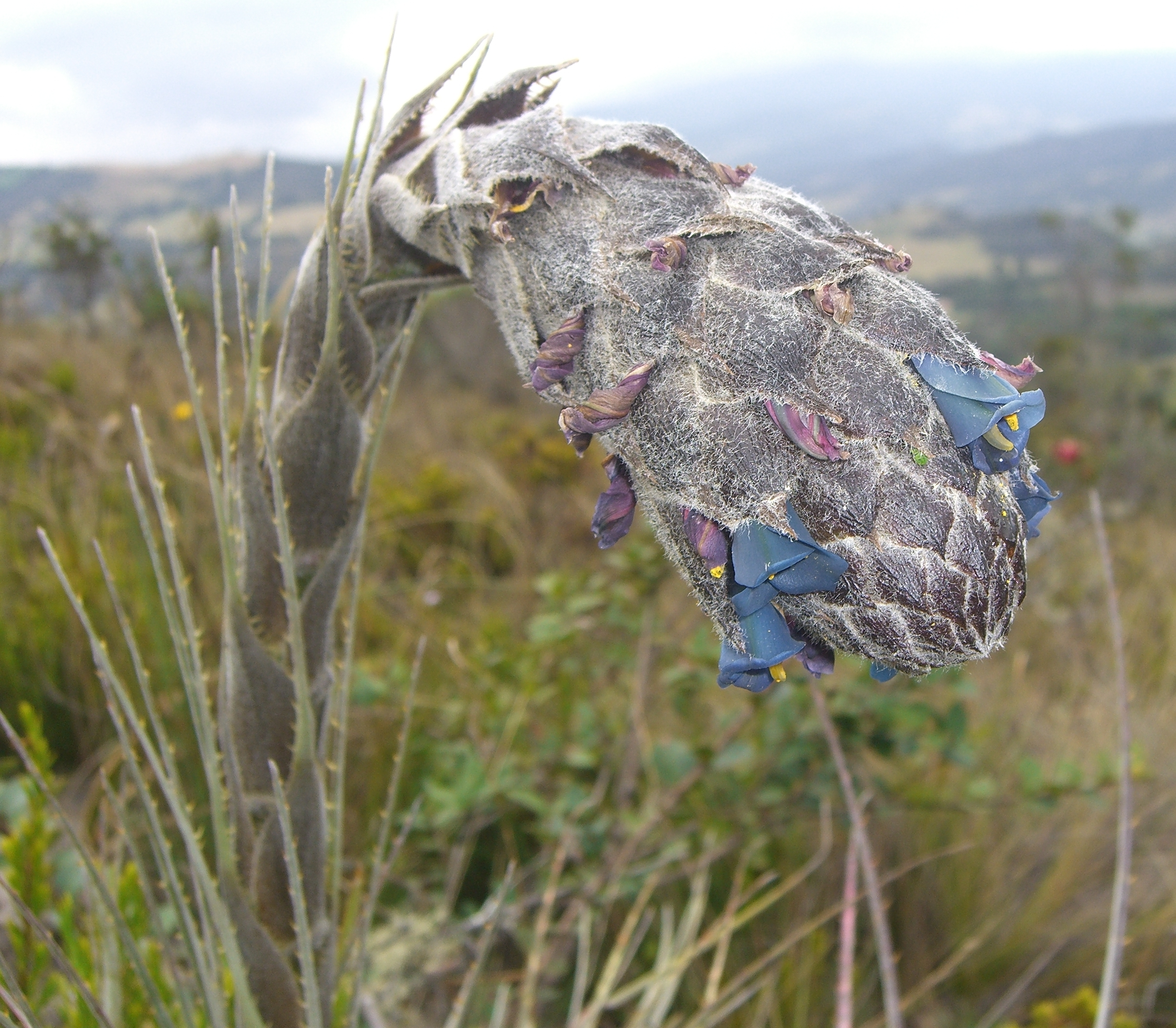
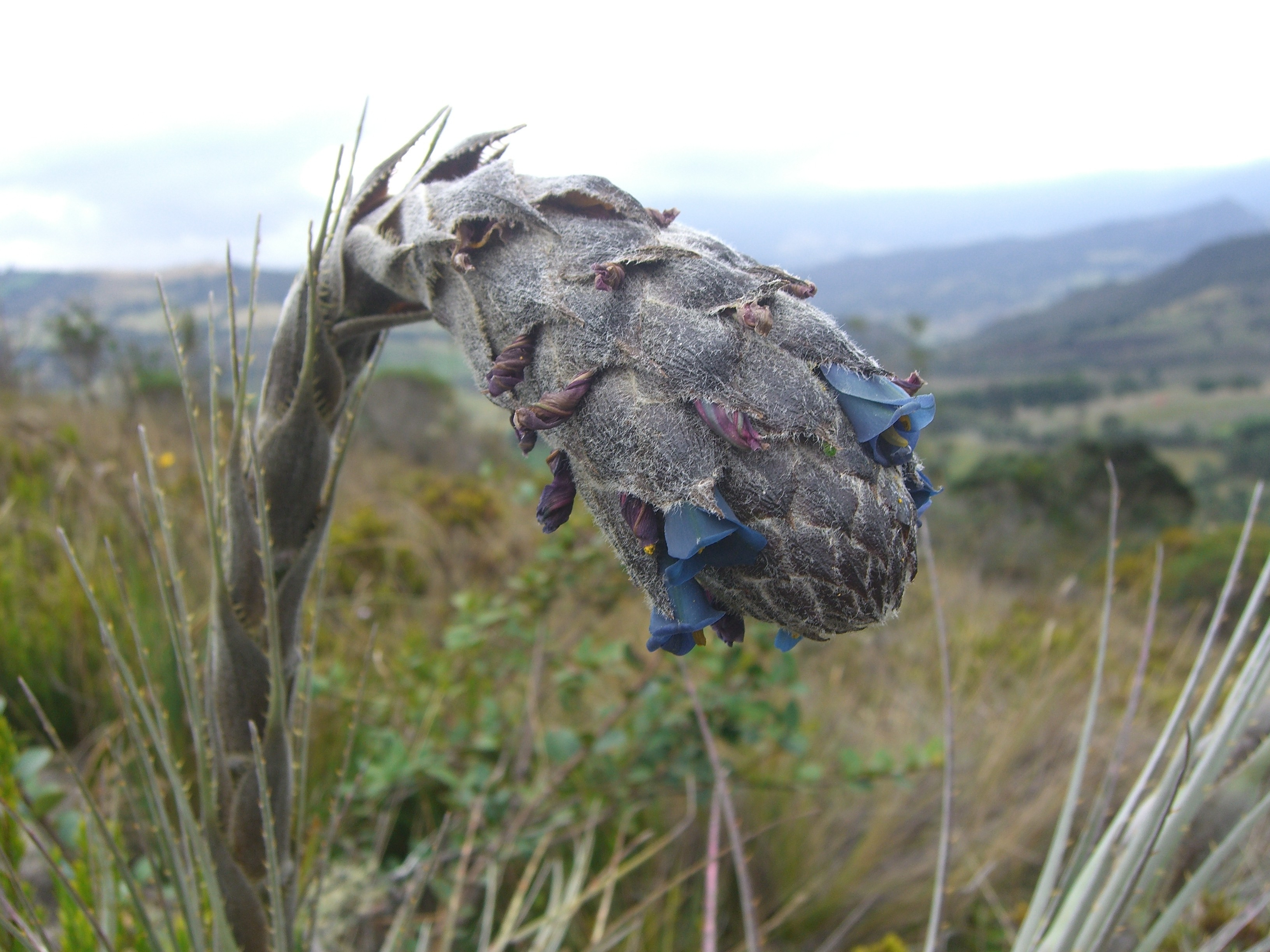
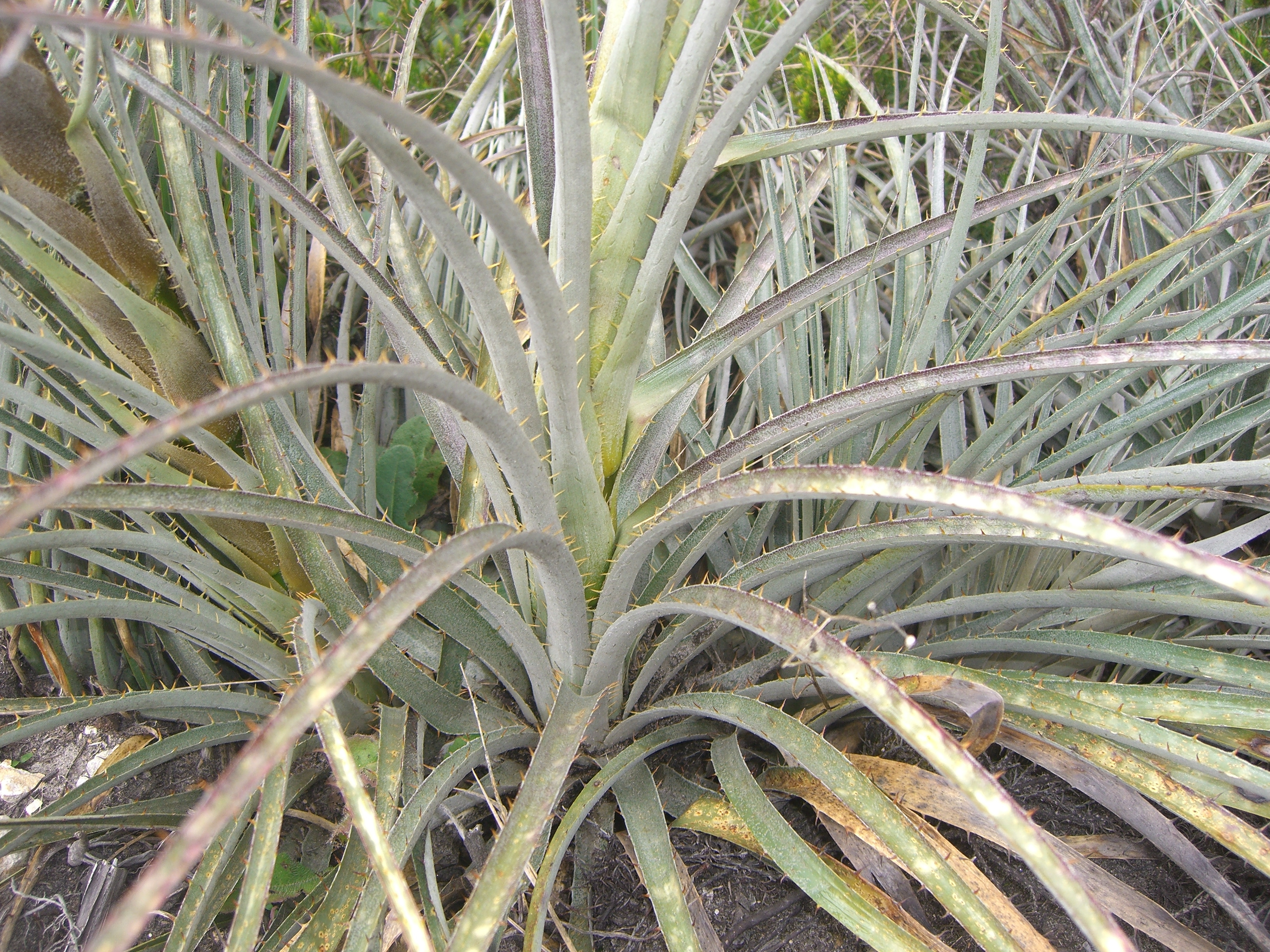